# Драгомир (князь сорбів)
Драгомир (Драговит) або Добромир (д/н — бл. 908) — князь сорбів у 894—908 роках.

## Життєпис
Син князя Славібора. Після смерті останнього 894 року успадкував владу. У 897 році скористався з кризи Великоморавської держави задля здобуття незалежності. Водночас стикнувся з амбіціями Оттона I, герцога Саксонії. Драгомир очолив союз далемінців, мільчан та сорбів проти Оттона I, з яким вів запеклі війни. У 908 році син саксонського герцога Генріх атакував володіння сорбів. Водночас за намовою саксонців проти Драгомира виступили угорці. В цій війні князь зазнав поразки й, напевне, загинув. Продовжив боротьбу невідомий на ім'я правитель, знаний як Поп.